# Jerzy Morawski

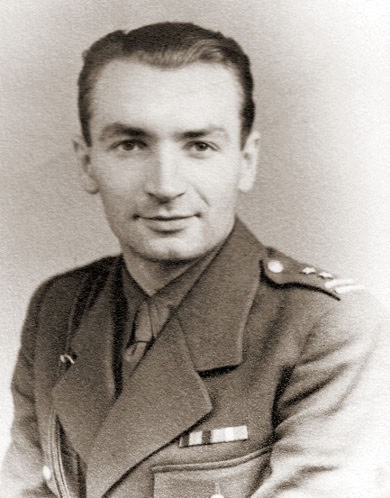
Jerzy Morawski (1947)

Jerzy Morawski (* 11. August 1918 in Warschau; † 4. Februar 2012 ebenda) war ein Politiker der Polnischen Vereinigten Arbeiterpartei PZPR (Polska Zjednoczona Partia Robotnicza) in der Volksrepublik Polen, der unter anderem zwischen 1952 und 1965 Mitglied des Sejm, von 1955 bis 1960 Sekretär des Zentralkomitees der PZPR sowie zwischen 1956 und 1959 Mitglied des Politbüros war. Er war ferner von 1964 bis 1969 Botschafter im Vereinigten Königreich.

## Leben

### Jugendfunktionär, Zweiter Weltkrieg und frühe Nachkriegsjahre
Jerzy Morawski, Sohn von Jerzy Morawski und dessen Ehefrau Maria, und trat 1934 in den Kommunistischen Polnischen Jugendverband KZMP (Komunistyczny Związek Młodzieży Polski) ein, die Jugendorganisation der Kommunistischen Partei Polens KPP (Komunistyczna Partia Polski). Während seines Studiums der Wirtschaftswissenschaften an der Universität Warschau war er Vorstandssekretär der Hauptstudentenorganisation Życie. Nach dem Ausbruch des Zweiten Weltkriegs nach dem Überfall auf Polen durch die deutsche Wehrmacht im September 1939 kämpfte er unter den Tarnnamen „Jurek“ und „Michael“ als Aktivist der Union junger Kämpfer ZWM (Związek Walki Młodych) gegen die deutsche Besatzungsmacht und wurde Mitglied der Polnischen Arbeiterpartei PPR (Polska Partia Robotnicza), die am 5. Januar 1942 im Untergrund in Warschau gegründet wurde. Er gehörte zwischen Juli 1944 und Mai 1945 dem Sekretariat des Zentralkomitees (ZK) der PPR als Mitglied an. Er war Redakteur des Untergrundorgans des Zentralkomitees der PPR Trybuna Wolności sowie zwischen Februar und Juni 1945 Vorsitzender der ZWM. Am 3. Mai 1945 wurde er Mitglied des Nationalrates (Krajowa Rada Narodowa), dem er für die ZWM bis 1947 angehörte. Während dieser Zeit war er Vize-Vorsitzender des Propagandaausschusses sowie Mitglied des Ausschusses für Kultur und Kunst und des Rechts- und Regulierungsausschusses.
Nach Kriegsende war Morawski ferner zwischen 1946 und 1948 stellvertretender Vorsitzender der Union junger Kämpfer ZWM sowie im Anschluss von 1948 bis 1950 stellvertretender Vorsitzender des Polnischen Jugendverbandes ZMP (Związek Młodzieży Polskiej), der am 21. Juli 1948 während des Kongresses der Einheit der Jugend in Breslau aus der systematischen Auflösung von zuvor teilweise autonomen und unabhängigen Organisationen wie der Jugendorganisation der Arbeiteruniversitätsgesellschaft OMTUR (Organizacja Młodzieży Towarzystwa Uniwersytetu Robotniczego), der Demokratischen Jugendunion ZMD (Związek Młodzieży Demokratycznej), der Union der ländlichen Jugend der Republik Polen „Wici“ (Związek Młodzieży Wiejskiej RP „Wici“) und der die Union der jungen Kämpfer ZWM entstanden war. Er wurde 1947 für die PPR auch Mitglied des Gesetzgebenden Sejm (Sejm Ustawodawczy) und gehörte diesem für den Wahlkreis Nr. 39 Bolesławiec bis 1952 an. Er war in dieser Zeit Sekretär des Sonderausschusses zur Entwicklung der Verordnungen des gesetzgebenden Sejm, Mitglied des Präsidiums der PPR-Fraktion sowie Mitglied des Ausschusses für Finanzen und Schatz sowie des Rechts- und Regulierungsausschusses. Nach Änderung der Satzung des Sejm am 2. Juli 1949 wurde er Mitglied der Ausschüsse für Kultur und Kunst sowie für Recht und Ordnung.
Auf dem I. (Gründungs-)Parteitag der Polnischen Vereinigten Arbeiterpartei PZPR (Polska Zjednoczona Partia Robotnicza) (15. bis 22. Dezember 1948) wurde er außerdem Kandidat des Zentralkomitees (ZK) der PZPR und behielt diese Funktion bis 1950, woraufhin er zwischen dem 1. August 1950 und dem 31. Januar 1952 Sekretär für Propaganda des Parteikomitees von Posen war.

### Sejm-Abgeordneter, ZK-Sekretär und Beginn der Entstalinisierung und Chefredakteur vonTrybuna Ludu

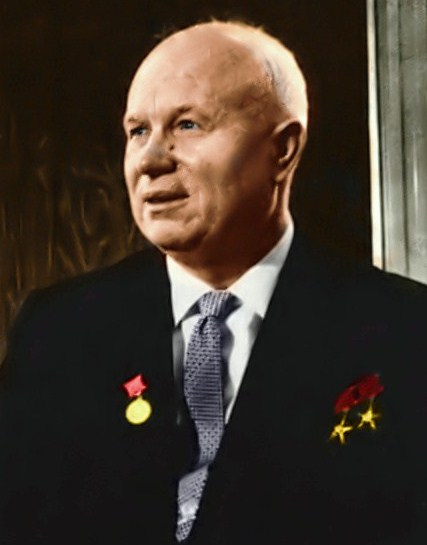
Die Geheimrede über den Personenkult Stalins von Nikita Sergejewitsch Chruschtschow während des XX. Parteitages der KPdSU im Februar 1956 leitete auch in der Volksrepublik Polen den Beginn der Entstalinisierung ein.

Am 1. Februar 1952 wechselte Jerzy Morawski in die Zentrale Parteiverwaltung und war zunächst bis zum 31. Januar 1954 Stellvertretender Leiter der Propagandaabteilung des ZK der PZPR sowie im Anschluss zwischen dem 1. Februar 1954 und dem 23. März 1956 Leiter der Abteilung Propaganda und Agitation des ZK. 
Am 20. November 1952 wurde er für die PZPR zudem Mitglied des Sejm und vertrat in diesem in der ersten Legislaturperiode bis zum 20. November 1956 den Wahlkreis Nr. 18 Kalisz, in der darauf folgenden zweiten Legislaturperiode zwischen dem 20. Februar 1957 und dem 17. Februar 1961 den Wahlkreis Nr. 110 Wałbrzych sowie zuletzt in der dritten Legislaturperiode vom 15. Mai 1961 bis zum 31. März 1965 den Wahlkreis Nr. 78 Ząbkowice Śląskie. Er war in der ersten Legislaturperiode von November 1952 und November 1956 Mitglied der Ausschüsse zur Prüfung von Änderungen des Wahlgesetzes, zur Entwicklung der Geschäftsordnung des Sejm, für Gesetzgebungsangelegenheiten sowie des Sonderausschusses zur Prüfung von Gesetzentwürfen im Zusammenhang mit der Reform der Verwaltungsgliederung der Dörfer und Wahlen zu Nationalräten. In der zweiten Legislaturperiode fungierte er zwischen Februar 1957 und Februar 1961 als Vorsitzender des Ausschusses für auswärtige Angelegenheiten und war ferner in der zweiten und dritten Legislaturperiode von Februar 1957 bis März 1965 Mitglied des Präsidiums der PZPR-Fraktion.
Auf dem II. Parteitag (10. bis 17. März 1954) wurde Morawski erstmals Mitglied des Zentralkomitees der PZPR und gehörte diesem Führungsgremium der Partei nach seiner Bestätigung auf dem III. Parteitag (10. bis 19. März 1959) bis zum IV. Parteitag (15. bis 20. Juni 1964) an. Zugleich wurde er auf einem ZK-Plenum am 24. März 1955 Sekretär des ZK der PZPR und behielt diese Funktion bis zum 22. Januar 1960. Nach dem Tode von Josef Stalin am 5. März 1956 begann in der Sowjetunion und einigen anderen Ländern ein Prozess der Entstalinisierung. Im Februar 1956, während des XX. Parteitages der KPdSU, rechnete der Generalsekretär der KPdSU Nikita Chruschtschow mit den Verbrechen Stalins ab. Bolesław Bierut, Erster Sekretär des ZK der PZPR, erlitt nach dieser Rede einen Herzanfall und blieb nach dem Ende des Parteitages in Moskau. Vier hochrangige Funktionäre, die Bierut nach Moskau begleitet hatten – neben Jerzy Morawski die drei Politbüro-Mitglieder Jakub Berman, Józef Cyrankiewicz und Aleksander Zawadzki – erstatteten am 28. Februar 1956 dem Politbüro der PZPR Bericht über die Geheimrede Chruschtschows. Danach beschloss das Politbüro, wichtige Parteiaktivisten vom 3. bis 4. März nach Warschau einzuberufen, um auch sie über die Rede zu informieren. Drei Tage nach diesem ersten Treffen kam eine größere Gruppe von Parteikadern in Warschau zusammen, die harsche Kritik an der seit acht Jahren mit harter Hand führenden Regierung Bierut und der weiteren Zugehörigkeit von Stalinisten zum Politbüro äußerten. Der vollständige Text der Chruschtschow-Rede war in der PVAP offiziell noch nicht in Umlauf; das, was von ihrem Inhalt durchgesickert war, löste eine Flut Bierut-kritischer Kommentare aus. Bierut hielt von Moskau aus telefonisch engen Kontakt mit Warschau; so erfuhr er vom rapiden Schwund seiner Autorität in Polen.
Bieruts plötzlicher Tod am 12. März 1956 – wohl an Herzversagen und einer Lungenentzündung – bewirkte ein Machtvakuum und gab der Entstalinisierung in Polen einen enormen Schub.
Neben seiner Funktion als ZK-Sekretär leitete Morawski von Mai bis Juli 1956 mit Władysław Matwin, Roman Werfel und Walenty Titkow in einem Chefredaktionskollektiv die Parteizeitung Trybuna Ludu.

### Polnischer Oktober 1956, Politbüromitglied und Botschafter im Vereinigten Königreich

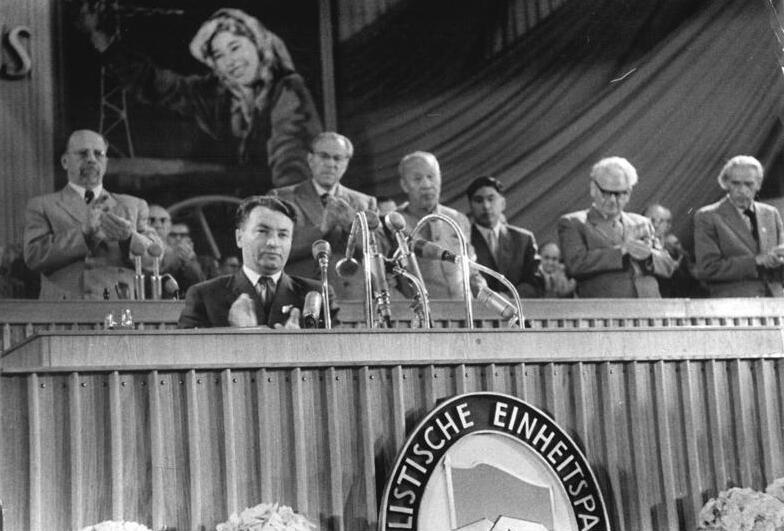
Jerzy Morawski bei einer Rede auf dem V. Parteitag der SED (10. – 16. Juli 1958).

Während der Zeit des Polnischen Oktober 1956 gehörte Jerzy Morawski im Machtkampf innerhalb der PZPR der nach einem Komplex modernistischer Mietshäuser in der Ul. Puławska 24 und 26 in Warschau benannten „Pulawy“-Gruppe (Puławianie) unter Führung von Roman Zambrowski und Leon Kasman an, die hauptsächlich aus Intellektuellen und Aktivisten bestand, die im ersten Jahrzehnt Volkspolens aktiv waren. Die Pulawy-Fraktion stand in Opposition zur Natolin-Fraktion um Zenon Nowak, Wiktor Kłosiewicz, Hilary Chełchowski, Aleksander Zawadzki, Władysław Kruczek, Władysław Dworakowski, Kazimierz Mijal, Franciszek Mazur, Bolesław Rumiński, Franciszek Jóźwiak und Stanisław Łapot, die gegen die Liberalisierung des kommunistischen Systems war, und die nationalistische und antisemitische Parolen proklamierte, um in der PZPR an die Macht zu kommen.
Auf einem ZK-Plenum am 21. Oktober 1956 wurde Morawski auch Mitglied des Politbüros der PZPR und gehörte diesem obersten Führungsgremium der Partei bis zum 31. Oktober 1959 an. Von Dezember 1956 bis März 1957 war er außerdem Vorsitzender des Jugendausschusses des ZK. Nachdem er am 5. November 1959 zum Vizepräsidenten der Obersten Kontrollkammer (Najwyższa Izba Kontroli) berufen wurde, deutete sich ein Machtverlust an. Bereits am 31. Oktober 1959 schied er aus dem Politbüro aus und verlor am 22. Januar 1960 auch die Funktion als ZK-Sekretär, wobei manche Quellen auch für die Entlassung als ZK-Sekretär den Oktober 1959 angeben. Den Posten als Vizepräsident der Obersten Kontrollkammer bekleidete er bis zum 14. September 1964.
Als Nachfolger von Witold Rodziński wurde Jerzy Morawski am 15. September 1964 zum Botschafter im Vereinigten Königreich berufen und verblieb bis zum 12. Februar 1969 auf diesem diplomatischen Posten, woraufhin Marian Dobrosielski ihn ablöste. Er wurde unter anderem mit der Medaille für Warschau 1939–1945 (Medal za Warszawę 1939–1945) ausgezeichnet und nach seinem Tode auf dem Warschauer Powązki-Militärfriedhof beigesetzt.